# Ворнар, Эдвард
Э́двард Во́рнар, немецкий вариант — Эдуард Вернер (в.-луж. Edward Wornar; нем. Eduard Werner; 21 апреля 1966 год, Бендорф) — серболужицкий лингвист, сорабист и переводчик. Директор Института сорабистики.
После окончания средней школы с 1986 года изучал геологию, палеонтологию, затем — славистику и германистику в Боннском университете. В 1991 году получил научное звание магистра наук и в 1996 году защитил диссертацию на соискание научной степени доктора наук по теме «Studien zum sorbischen Verbum». В 1992 году был одним из основателей Серболужицкого института. С 2003 года — профессор сорабистики в Лейпцигском университете и директор Института сорабистики.
Является членом Верхнелужицкой языковой комиссии.
Занимается переводами на лужицкие языки художественных произведений, научных сочинений с польского, валлийского и английского языков. Перевёл на верхнелужицкий язык книгу Джона Толкина «Хоббит».

## Основные сочинения
- Studien zum sorbischen Verbum. Budyšin, 1996. (Spisy Serbskeho Instituta; 13).
- «Wo etymologiji słowow z njeprawidłownym refleksom psł. *ę w serbšćinje». W: Faßke, H., Wrocławska, E. (red.): Z historii języków łużyckich, Warszawa 1996.
- «Hornjoserbsce čula, litawsce kiaũlė». W: Zieniukowa, J. (red.): Obraz językowy słowiańskiego Pomorza i Łużyc. Warszawa, 1997.
- «Nastărei̯să venstă slüvesa? — pomnik srjedźowěkowskeje połobšćiny». Lětopis, 2/2002.
- Die Verbalaffigierung im Obersorbischen. Budyšin, 2003. (Spisy Serbskeho Instituta; 34).
- «Serbska sada w rukopisnej zběrce z lěta 1510». Lětopis, 2/2011.
- «Kak serbska je Budyska přisaha?». Lětopis, 2/2012.
- Hobit. Přełožk z jendźelšćiny. Lipsk, 2012.
- «Dodawk k serbskej sadźe z lěta 1510». Lětopis, 2/2014.